# Беннінгтон-коледж
42°55′29″ пн. ш. 73°14′12″ зх. д. / 42.924817° пн. ш. 73.23673° зх. д.
Беннінгтон-коледж (англ. Bennington College) — приватний гуманітарний коледж у Беннінгтоні, штат Вермонт, США.

## Історія
Плани відкриття школи зародилися в 1923 році та були реалізовані через дев'ять років, у 1932 році. Чотирма головними засновниками коледжу були Вінсент Раві Бут, містер і місіс Голл Парк Маккалоу та Вільям Герд Кілпатрік. 
Беннінгтон був заснований як жіночий коледж. Але перших чоловіків прийняли в театральний клас ще в 1935 році, проте інші факультети були відкриті для обох статей лише з 1969 року.
Беннінгтон-коледж є відомим і престижним навчальним закладом. Він пропонує 822 навчальні місця на шести факультетах (стан: 2012).  З 1934 до 1939 року Теодор М. Ньюкомб провів тривале соціально-психологічне дослідження співіснування студенток, яке отримало назву «Дослідження коледжу Беннінгтона» і стало класичним дослідженням такого роду.

## Відомі випускники
- Гелен Франкенталер (1928–2011), художниця-модерністка
- Еліс Міллер (нар. 1939), політична діячка
- Гарнер Талліс (1939–2019), сучасний художник
- Голланд Тейлор (нар. 1943), актриса і письменниця
- Патрік Хардіш (нар. 1944), композитор
- Андреа Дворкін (1946–2005), феміністка та письменниця
- Девід Мосс (нар. 1949), музикант
- Донна Тартт (нар. 1963), письменниця
- Брет Істон Елліс (нар. 1964), письменник
- Джонатан Летем (нар. 1964), письменник
- Акіра Рабле (нар. 1966), музикант
- Пітер Дінклейдж (нар. 1969), актор
- Марк Шпіц (1969–2017), письменник

Майбутня кіноакторка Грейс Келлі подала заяву на місце в театральному класі коледжу, але їй було відмовлено.

## Відомі викладачі
- Александр Дорнер (1893–1957), історик мистецтва та музейний педагог
- Кеннет Берк (1897–1993), письменник і літературознавець
- Леоні Адамс (1899–1988), поетеса
- Пітер Друкер (1909–2005), економіст
- Генрі Брант (1913–2008), композитор
- Едвард Т. Голл (1914–2009), антрополог
- Бернард Маламуд (1914–1986), письменник
- Наді Камар (1917–2020), джазовий музикант, музичний етнолог
- Натан Глейзер (1923–2019), соціолог
- Кеннет Ноланд (1924–2010), художник і головний представник кольорового живопису
- Едвард Дж. Блауштайн (1925–1989), юрист
- Білл Діксон (1925–2010), джазовий музикант
- Тед Деніел (нар. 1943), джазовий музикант
- Аллен Шон (нар. 1948), композитор
- Свен Біркертс (нар. 1951), есеїст і літературний критик
- Браян Мортон (нар. 1954), письменник